# Franz Wilhelm Paulus
Franz Wilhelm Paulus (* 21. September 1896 in Köln; † 15. Januar 1959 in Hamburg) war ein deutscher Verleger.

## Leben und Tätigkeit
Nach dem Besuch eines Gymnasiums in Trier studierte er Zeitungswissenschaften und Volkswirtschaft an den Universitäten Münster, Leipzig und Würzburg. Bis 1933 war er Teilhaber des Verlages Fredebeu & Koenen in Essen. 1929 wurde er zum Konsul des SHS-Königreiches in Deutschland ernannt. Daneben war er auch Mitglied des Deutschen Herrenklubs.
In der Zeit des Nationalsozialismus war Paulus Verlagskaufmann und Druckereibesitzer. Er beantragte am 20. Juli 1940 die Aufnahme in die NSDAP und wurde zum 1. Oktober desselben Jahres aufgenommen (Mitgliedsnummer 8.805.446), was er bei seiner Entnazifizierung verschwieg.
Seit 1945 war Paulus Lizenzträger der Drei-Türme Verlag GmbH in Hamburg und Herausgeber der Hamburger Allgemeinen Zeitung. Außerdem war er an der Gründung der CDU in Hamburg beteiligt. Er war Ende August 1950 Mitgründer des Volksbundes für Frieden und Freiheit (VFF).